# Берестин
Берестин (укр. Берестин) град је Украјини у Харковској области. Према процени из 2023. у граду је живело 18.543 становника.

## Становништво
Према процени, у граду је 2012. живело 21.352 становника.
| 1979.  | 1989.  | 2001.  | 2012.  |
| ------ | ------ | ------ | ------ |
| 23.374 | 26.398 | 22.670 | 21.352 |